# Baron von Tollbooth and The Chrome Nun
Baron von Tollbooth and The Chrome Nun ist ein Psychedelic-Rock-Album der Musiker Paul Kantner, Grace Slick und David Freiberg, die alle Mitglieder von Jefferson Airplane waren. Es erschien im Mai 1973 auf Grunt Records.

## Entstehung
Die letzten Jahre von Jefferson Airplane nach dem Ausstieg von Sänger Marty Balin 1971 verliefen chaotisch: Mehrere Schlagzeuger wechselten sich ab, Jack Casady und Jorma Kaukonen interessierten sich zunehmend für ihr Blues-Rock-Projekt Hot Tuna, und Paul Kantner erklärte, die Band existiere eigentlich nur noch, weil sie durch ihren Plattenvertrag juristisch dazu gezwungen sei. In dieser Zeit veröffentlichte Kantner drei LPs, an denen neben Grace Slick, mit der er seit 1971 eine Tochter hatte, prominente Musiker aus der San Francisco Bay Area mitwirkten: Blows Against the Empire (1970), Sunfighter (1971) und Baron von Tollbooth and The Chrome Nun (1973). Auf der letztgenannten Platte spielten und sangen neben allen verbliebenen Mitgliedern von Jefferson Airplane auch David Freiberg, der zuvor bei Quicksilver Messenger Service gespielt hatte, dazu Jerry Garcia und Mickey Hart von den Grateful Dead, David Crosby von Crosby, Stills and Nash, Chris Ethridge von den Flying Burrito Brothers und The Pointer Sisters. Leadgitarrist Craig Chaquico war noch nicht bekannt, sollte aber festes Mitglied des Nachfolgeprojekts Jefferson Starship werden.
Obwohl Kantner auf dem Cover als erster genannt wird, dominiert Slick die Platte musikalisch: Von den zehn Liedern stammten drei von ihr alleine, drei weitere schrieb sie mit Kantner oder Freiberg gemeinsam. Kantner steuerte zwei eigene Stücke bei, Freiberg eines (mit Lyrics des Grateful-Dead-Texters Robert Hunter), ein weiteres stammte von Jack Traylor, einem Freund der Band. 
„Baron von Tollbooth“  („Freiherr von Zollhäuschen“) und „The Chrome Nun“ („Die Chrom-Nonne“) waren Spitznamen, die sich David Crosby für Kantner und Slick ausgedacht hatte: er in gewissem Sinn typisch deutsch, sehr geradeaus und stets gut organisiert; sie glänzend-modern, aber mit einem ausgeprägten Sinn für Selbstschutz.

## Titelliste

### Seite 1
1. Ballad Of The Chrome Nun (Freiberg, Slick) – 3:59[4]
2. Fat (Slick) – 3:13
3. Flowers of the Night (Traylor) – 4:13
4. Walkin’ (Kantner, Slick) – 2:31
5. Your Mind Has Left Your Body (Kantner) – 5:45

### Seite 2
1. Across the Board (Slick) – 4:34
2. Harp Tree Lament (Freiberg, Hunter) – 3:34
3. White Boy (Kantner) – 4:13
4. Fishman (Slick) – 2:40
5. Sketches of China (Kantner, Slick) – 5:13

## Rezeption
Das Album wurde von der Kritik teilweise verrissen. Ingeborg Schober reihte es unter die „Mammutwerke“ zu Science-Fiction-Themen ein, die Kantner mit der gesamten Westcoast-Prominenz in Serie zelebriere. Der Rezensent des Rolling Stone höhnte, Slick sei eigentlich intelligent genug, Kantners aufgeblasene Rhetorik als solche zu erkennen, doch passe sie sich ihr bedauerlicherweise an: Das sei „der Preis der Partnerschaft“. Die Intensität, mit der beide ihre Gefühle und Überzeugungen zur Schau stellten, mache diese umso mehr „donnernd irrelevant“. Der Rezensent von Allmusic fand das Songwriting „zweitklassig“, die LP erreichte nicht die Top 100 der amerikanischen Musikcharts. Jürgen Legath in der deutschen Sounds zeigte sich dagegen begeistert: Die Platte sei ein echter Trost für alle, die Mitte der 1960er Jahre nicht in San Francisco dabei gewesen seien: „eine Art Basis-Westcoast-Pop-Rock-Sound-Scheibe“.